# Changer la vie

Changer la vie est un documentaire-fiction français, réalisé par Serge Moati et diffusé le 10 mai 2011 sur France 2. Son titre fait référence à celui du programme socialiste adopté en 1972, emprunté à un poème d'Arthur Rimbaud.

## Synopsis
Ce film a pour objet la période s'étendant de l'enthousiasme de l'élection de François Mitterrand à la présidence de la République française en 1981 au contrecoup de l'austérité seulement deux ans plus tard.

## Fiche technique
- Réalisation : Serge Moati
- Scénario : Hugues Nancy, Serge Moati et Christophe Barbier
- Producteurs : Nicole Collet et Amélie Juan
- Directeur de la photographie : Gérard de Battista
- Montage : Julien Johan
- Distribution des rôles : Amélie Covillard
- Création des décors : Thomas Leporrier
- création des costumes : Moïra Douguet
- Durée : 90 min
- Pays :  France
- Date de diffusion : 10 mai 2011 sur France 2

## Distribution
- Philippe Magnan : François Mitterrand
- Éric Caravaca : Serge Moati
- Franck Molinaro : Jacques Attali
- Christophe Brault : Lionel Jospin
- Daniel Russo : Pierre Bérégovoy
- Hervé Briaux : Pierre Mauroy
- Olivier Balazuc : Laurent Fabius
- Michel Scotto Di Carlo : Jack Lang
- Jean-Luc Porraz : Jacques Delors
- Didier Flamand : Jacques Chaban-Delmas